# Jean Théodore Latour
Jean Théodore Latour (París, 1766 - 1837) fou un pianista i compositor francès.
En esclatar la Revolució francesa es traslladà a Londres, i les relacions que va mantenir amb alguns compatriotes emigrats li valgueren molts èxits, obtenint el títol de pianista del príncep de Gal·les (més tard Jordi IV). El 1810 obrí un comerç en la capital anglesa per a la venda de música, en unió de Chapell, però després se separà del seu soci i fundà una nova casa. El 1830 retronà a París, retirant-se del negoci.
Les seves composicions i arranjaments per a piano es vengueren molt, figurant entre les primeres, variacions, pots-pourris, sonates, concerts, danses, etc.